# Polis polis potatismos (film)
Polis polis potatismos är en svensk-tysk film från 1993 i regi av Pelle Berglund.
Filmen är baserad på kriminalromanen med samma namn av Maj Sjöwall och Per Wahlöö.

## Handling
En känd industriman blir ihjälskjuten i restaurangen på Hotel Savoy, Malmö. Utredningen är komplicerad och man tillkallar kommissarie Beck från Stockholm. Hittills okända sidor av den mördades affärer leder misstankarna mot personer som är inblandade i illegala affärer. När mördaren äntligen hittas, uppstår dock frågan om han är den allra största skurken.
Mördarjakten hindras vid ett tillfälle när två poliser som skickats till Bromma Flygplats för att stoppa en misstänkt mördare i stället väljer att stanna och läxa upp en liten pojke som ropat okvädningsorden "polis polis potatismos" och poliserna trodde pojken sa "polis polis potatisgris".

## Om filmen
Filmen är en svensk-tysk samproduktion. Den tyska titeln är Und die Grossen lässt man laufen, (Och de stora tillåts löpa). Övriga filmer i serien är Roseanna, Brandbilen som försvann, Mannen på balkongen, Polismördaren och Stockholm Marathon.

## Rollista i urval
- Gösta Ekman - Martin Beck
- Rolf Lassgård - Gunvald Larsson
- Kjell Bergqvist - Lennart Kollberg
- Niklas Hjulström - Benny Skacke
- Ingvar Andersson - Per Månsson
- Lena Nilsson - Åsa Thorell
- Tommy Johnson - Bertil Svensson
- Bernt Ström - Einar Rönn
- Agneta Ekmanner - Greta Hjelm
- Jonas Falk - Stig-Åke Malm
- Tova Magnusson-Norling - Putte Beck
- Ing-Marie Carlsson - Gun Kollberg
- Claes Sylwander - Viktor Palmgren
- Görel Crona - Charlotte Palmgren
- Marie Richardson - Helena Hansson
- Reine Brynolfsson - Hampus Broberg
- Lena Bergqvist - Brobergs sekreterare
- Anders Ekborg - Mats Linder
- Max Lundqvist - Thomas
- Catherine Hansson - Karin
- Per-Gunnar Hylén - Karl Kristiansson
- Birger Österberg - Kurt Kvant
- Lena T. Hansson - Gunvalds syster
- Pontus Gustafsson - Edvardson
- Bengt Nilsson - Kypare
- Nicke Wagemyr - Lidingö-polis 1
- Stefan Rylander - Lidingö-polis 2
- David H. Ingvar - Docent

## DVD
Efter att filmen tidigare endast funnits utgiven i befintligt skick på DVD så tog SF under 2005 beslutet att ge ut samtliga Beck-filmer där Gösta Ekman spelar Martin Beck, nyrestaurerade, i boxen BECK x 6. I boxen ingick följande filmer: Roseanna, Brandbilen som försvann, Polis polis potatismos, Mannen på balkongen, Polismördaren, Stockholm Marathon. Boxen släpptes den 9 november 2005. Sedan dess har även separata utgåvor givits ut.